# Gajary
Gajary je naseljeno mjesto u okrugu Malacky u Bratislavskom kraju u Slovačkoj.

## Stanovništvo
| Godina:     | 1993. | 2003. | 2013.   | 2023.   |
| ----------- | ----- | ----- | ------- | ------- |
| Broj ljudi: | 2540  | 2794  | 2934    | 3201    |
| Razlika:    |       | +10 % | +5,01 % | +9,10 % |

| Godina:     | 2022. | 2023.   |
| ----------- | ----- | ------- |
| Broj ljudi: | 3171  | 3201    |
| Razlika:    |       | +0,94 % |

Prema podatcima o broju stanovnika iz 2023. godine naselje je imalo 3201 stanovnika.

## Vanjske poveznice
|  | Zajednički poslužitelj ima još gradiva o temi Gajary |

- Službena stranica naselja (sl.)